# Power (Exo)
Power è un brano musicale del gruppo musicale sudcoreano Exo, seconda traccia della riedizione del quarto album in studio, The War: The Power of Music, pubblicato il 5 settembre 2017.

## Classifiche
| Classifica (2017) | Posizione massima |
| ----------------- | ----------------- |
| Corea del Sud     | 2                 |
| Filippine         | 17                |

## Riconoscimenti
- Mnet Asian Music Award
  - 2019 – Candidatura Best Music Video

### Premi dei programmi musicali
- Show Champion
  - 13 settembre 2017
- M Countdown
  - 14 settembre 2017
- Music Bank
  - 15 settembre 2017
  - 22 settembre 2017
- Inkigayo
  - 17 settembre 2017